# Jef van de Wiele
Fredegardus Jacobus Josephus (Jef) van de Wiele (ur. 20 lipca 1903 w Brugii, zm. 4 września 1979 tamże) – flamandzki przywódca Niemiecko-Flamandzkiego Związku Pracy (DeVlag).
W latach 1935–1936 jako burmistrz Deurne założył wraz z Niemcem Rolfem Wilkeningiem pronazistowski Niemiecko-Flamandzki Związek Pracy (DeVlag). Chciał on przyłączenia Flandrii do Rzeszy Niemieckiej, głosząc teorię związku krwi pomiędzy narodami flamandzkim i niemieckim. Po zajęciu Belgii przez Niemcy w maju 1940 r., podjął politykę aktywnej i ścisłej kolaboracji z okupantami. Podczas jednego z przemówień powiedział: Jesteśmy Niemcami, Niemcami w 200% i będziemy walczyć, by jako takich przyjęto nas w skład Rzeszy. W 1942 r. opublikował 2 książki: „Op zoek naar een vaderland”, która była rodzajem manifestu politycznego DeVlag i „Joden zijn ook menschen”, skierowaną przeciwko Żydom. 27 lutego 1944 r. spotkał się w Salzburgu wraz z Hendrikiem Eliasem, przywódcą Flamandzkiego Związku Narodowego, z Reichsführerem SS Heinrichem Himmlerem, który poparł jego koncepcję przyłączenia Flandrii do germańskiej Wielkiej Rzeszy. 1 marca mianowano go SS-Hauptsturmführerem der Reserve der Waffen-SS, a 9 listopada – SS-Obersturmbannführerem z przydziałem do SS-Abschnitt Flandern. Pod koniec października zbiegł przed aliantami do Niemiec, gdzie był założycielem i stanął na czele Vlaamsche Landsleiding, rodzaju flamandzkiego rządu na uchodźstwie. 15 grudnia Niemcy ogłosili go przywódcą (Landesleiter) narodu flamandzkiego. W styczniu 1945 r. wstąpił do nowo formowanej 27 Ochotniczej Dywizji Grenadierów Pancernych SS „Langemarck”. Po kapitulacji Niemiec 8/9 maja powrócił do Belgii, gdzie został aresztowany i sądzony w 1946 r.